# Chissey-lès-Mâcon
Chissey-lès-Mâcon – miejscowość i gmina we Francji, w regionie Burgundia-Franche-Comté, w departamencie Saona i Loara.
Według danych na rok 1990 gminę zamieszkiwały 222 osoby, a gęstość zaludnienia wynosiła 15 osób/km² (wśród 2044 gmin Burgundii Chissey-lès-Mâcon plasuje się na 690. miejscu pod względem liczby ludności, natomiast pod względem powierzchni na miejscu 656.).